# Butasan
Butasan (també conegut com a Mr. Pig, Pig and Bombers o Psycho Pig UXB) és un joc d'arcade creat el 1987 per Jaleco.
Poden jugar-hi 1 o 2 jugadors controlant un porc amb l'objectiu d'eliminar la resta de porcs que apareixen en una pantalla estàtica tot tirant-los-hi bombes. Les bombes apareixen aleatòriament a l'inici de cada pantalla i també poden ser recollides i llançades pels altres porcs contraris controlats per l'ordinador. Totes les bombes tenen un número que va comptant enrere, després del qual exploten independentment si han estat llençades o si un porc l'està manipulant en aquell mateix moment. Les bombes també exploten en entrar en contacte amb un altre porc cop un cop llençades i, abans d'aturar-se, poden rebotar pels marges de la pantalla.
Al llarg del joc van apareixent diversos ítems que proporcionen avantatges al jugador que els recull, com ara un gas que fa que tots els altres personatges es dormin, una bola d'arròs per a córrer més ràpid o una armilla de protecció per a no perdre una vida quan es rebi un impacte de bomba.
Cada pantalla/nivell comença amb el xiulet d'inici d'un porc que fa d'àrbitre i acaba quan han mort tots els porcs contrincants. L'àrbitre té cura d'anar reomplint la pantalla de més bombes a mesura que s'esgoten.
En cada nivell poden anar apareixent nous tipus de porc contrincants amb un color distintiu i amb un comportament que els fa més difícils de ser eliminats (més ràpids, més agressius o bé necessiten més d'un impacte per a ser eliminats).
Cada cert nombre de pantalles hi ha un mini-joc de bonificació consisteix a colpejar porcs que van apareixent/desapareixent aleatòriament d'uns forats, a l'estil del clàssic Whac-A-Mole. Algunes referències mencionaven que de fet es tractava de truges a les quals se'ls hi havia de fer petons.
El joc va ser publicat en diversos sistemes de microordinadors domèstics com ara ZX Spectrum, MSX, Commodore 64 i Amstrad CPC per U.S. Gold amb el nom de Psycho Pig U.X.B.

## Polèmica
El joc va ser motiu de polèmica en ser publicitat en algunes revistes del sector amb un cartell d'una model semi-nua.